# Wolfgang Reichmann
Pour les articles homonymes, voir Reichmann.
Wolfgang Reichmann, né le 7 janvier 1932 à Bytom en Haute-Silésie, à l'époque territoire allemand — actuellement Bytom, en Pologne —, et mort le 7 mai 1991 à Waltalingen (Suisse), est un acteur allemand.

## Biographie et carrière
Wolfgang Reichman étudie la germanistique, le théâtre et le chant d’opéra à Francfort-sur-le-Main dans les années 1950 à l'académie de musique. Il débute au Théâtre de Francfort. Son parcours théâtral le conduit à Gießen, Düsseldorf et Munich jusqu'en 1963. De 1963 jusqu'à sa mort, il est membre de l'ensemble du Schauspielhaus de Zurich. 
Il est un acteur très polyvalent qui, en plus des rôles principaux dans le répertoire classique tels Faust (pièce de Johann Wolfgang von Goethe), Danton (dans La Mort de Danton de Georg Büchner) et divers rôles shakespeariens, a également maîtrisé les rôles modernes (Friedrich Dürrenmatt, Edward Bond).
Il fait ses débuts au cinéma en 1954 et joue dans des productions télévisuelles, principalement des séries policières telles Derrick, Un cas pour deux, Le Renard. Wolfgang Reichmann a joué dans 69 films et séries télévisées entre 1954 et 1991.
Dans ses dernières années de vie, il se tourne de plus en plus vers la comédie musicale notamment dans Cabaret au Theater des Westens de Berlin avec Helen Schneider, Hildegard Knef et Utz Richter.
En mai 1991, il entame la série télévisée de ARD Haus am See. Après seulement six jours de tournage, il décède subitement d'une crise cardiaque. Le rôle n'a pas été remplacé, mais réécrit.

## Filmographie (sélection)

### Cinéma
- 1960 : Mein Schulfreund de Robert Siodmak: Dr Dorn
- 1961 : C'est pas toujours du caviar
- 1961: Unter Ausschluß der Öffentlichkeit
- 1961: Top secret - C'est pas toujours du caviar
- 1962 : Le Procès : l'huissier
- 1968 : Signes de vie : Meinhard
- 1972 : La pluie noire
- 1979 : Woyzeck de Werner Herzog : le capitaine
- 1990 : Jours tranquilles à Clichy : Sebastian

### Télévision
- 1971: Tatort: Exklusiv!
- 1976: Derrick: Bienvenue à bord (Das Bordfest)
- 1977: Le Renard: Die Dienstreise
- 1982: Derrick : Un faux frère (Hausmusik)
- 1984: Un cas pour deux : Immer Ärger mit Ado
- 1991: Tatort: Kinderlieb

## Prix et récompenses
- 1969 : Goldene Kamera
- 1985 : Hersfeld-Preis